# 平本健太
平本 健太（ひらもと けんた、1964年-　）は、日本の経営学者。経営学博士（北海道大学）。専門は、経営戦略。新潟県出身。

## 来歴
新潟県立新潟高等学校を経て、1987年北海道大学経済学部卒業。1991年北海道大学大学院経済学研究科博士課程単位取得退学(指導教授：小島廣光)。
1991年滋賀大学経済学部助手。1992年滋賀大学経済学部専任講師、1996年滋賀大学経済学部助教授を経て、1997年北海道大学経済学部助教授。2000年北海道大学大学院経済学研究科助教授。2006年北海道大学より「情報システムの活用による競争優位 : わが国企業を対象とする実証研究」で経営学博士の学位を取得。2007年北海道大学大学院経済学研究科准教授。2008年から北海道大学大学院経済学研究科教授。同経済研究院長。
北海道ローカル番組の経済コメンテーターをいくつか担当している。この他に、北海道テレビ番組審議会委員長などを務める。

## 出演番組
- 夕刊おがわ[4]
- けいナビ～応援どさんこ経済～コメンテーター[5]

## 著書
- 『情報システムと競争優位』白桃書房, 2007
- 『戦略的協働の本質 : NPO, 政府, 企業の価値創造』小島廣光と共編, 有斐閣, 2011